# Rellser Mariahilfkapelle

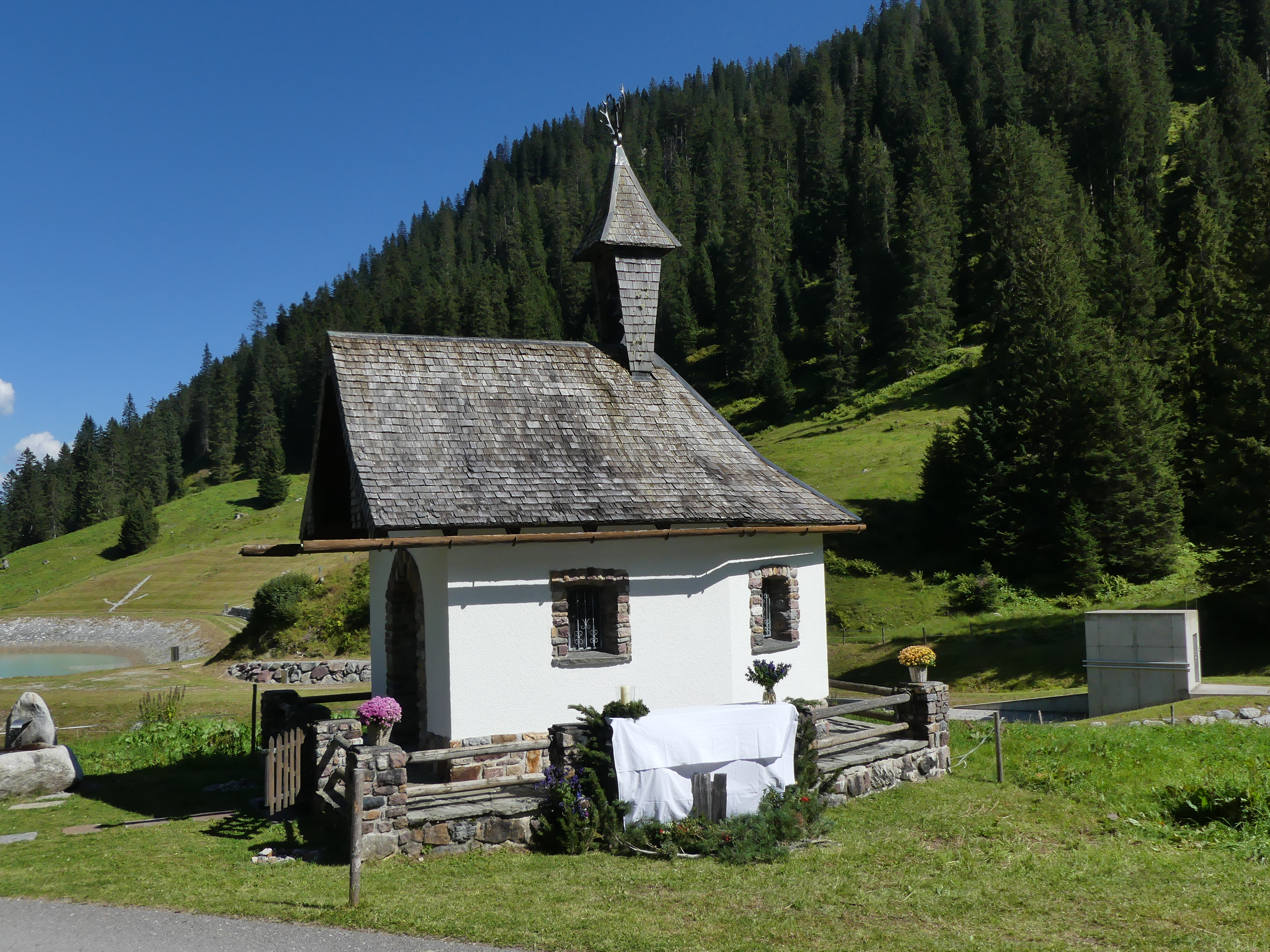
Mariahilfkapelle im Rellstal bei Vandans

Die Rellser Mariahilfkapelle ist eine römisch-katholische Kapelle im Rellstal in Vandans im Montafon.

## Lage
Die Kapelle steht auf 1462 m ü. A. im Rellstal. Unterhalb der Kapelle befindet sich das Pumpspeicherkraftwerk Rellswerk, welches das Wasser des Lünbaches (Vilifaubaches) und des Zaluandabaches fasst und in das Lünerseewerk einbindet.

## Kapelle
Die Kapelle wurde in den Jahren 1749 bis 1750 für die Alpbewohner  des Rellstals errichtet und 1750 darin die erste Messe gelesen. Das Grundpatrozinium ist Mariahilf und wurde später um den hl. Martin und 1949 um den hl. Hubertus erweitert. 1880 und 1934 wurde die Kapelle renoviert. 
Der an der Kapelle vorbeiführende Güterweg wurde von dessen Betreiber, den Vorarlberger Illwerken, immer mehr aufgeschüttet und ausgebaut. Deswegen lag die Kapelle zuletzt tief im Vergleich zum Höhenniveau des Weges. 
Daraufhin versetzte man sie 1979 um eine Länge nach Südosten und errichtete sie auf einem neuen Fundament wieder. 

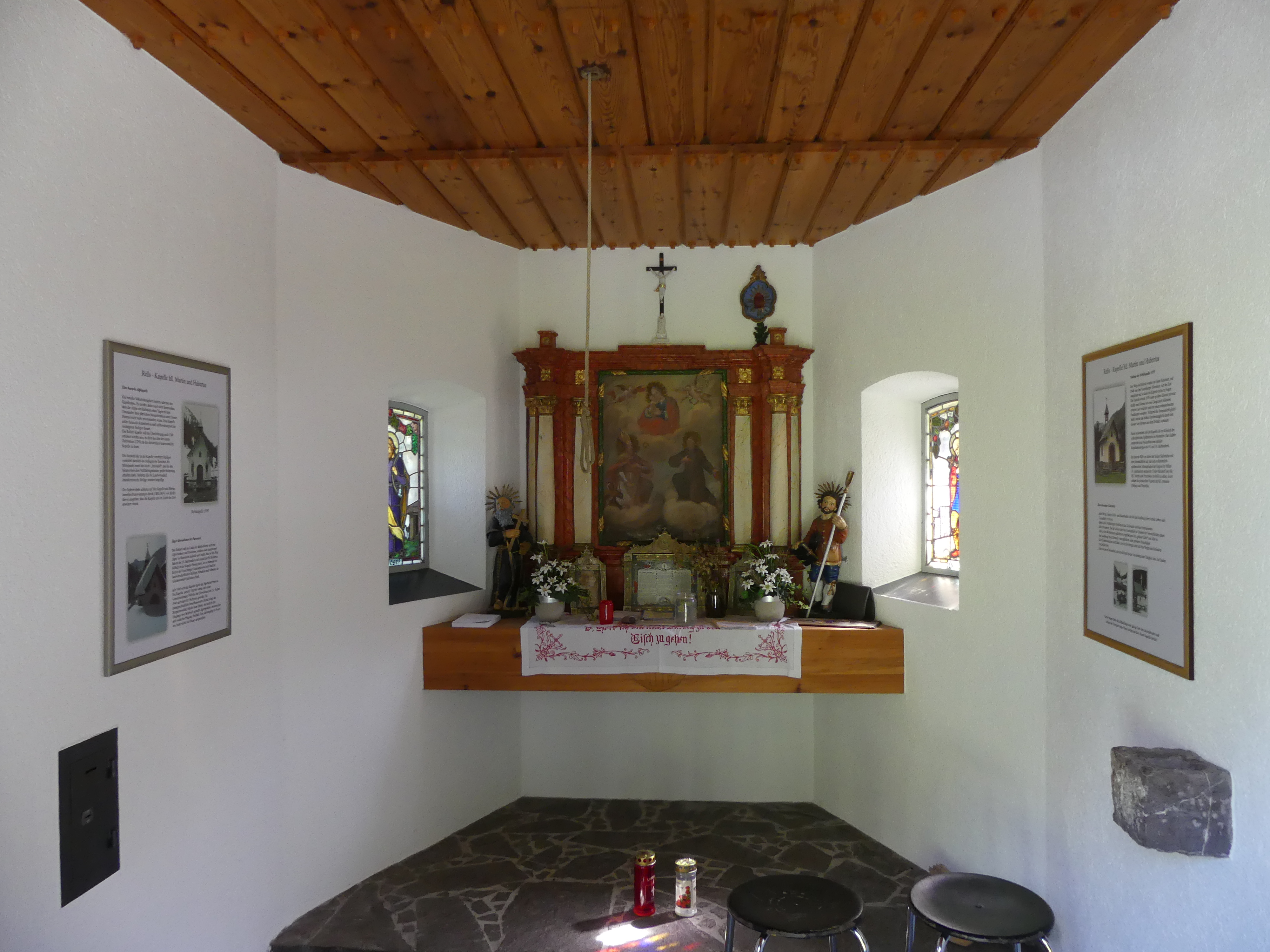
Innenansicht

Die Pläne und die Inneneinrichtung blieben gleich. Neu war die Mitverwendung von Steinen aus dem Rellstal im Mauerwerk. Der Betraum hat eine flache Holzdecke und ist mit dem Chor mit einem Satteldach überdacht, auf dem im Chorbereich ein Dachreiter mit einem mit einem Seil läutbarem Glöckchen aufgesetzt ist. Der barocke Altar zeigt das Gemälde Mariahilf mit den hl. Augustinus und Franziskus aus dem 18. Jahrhundert. Links und rechts des zweisäuligen Hochaltars stehen Statuen der Heiligen Antonius (Abbas) und Wendelin. Die Glasgemälde zeigen die hl. Wendelin, Josef, Albert und Hubertus.